# Километровый столб 9288
Километровый столб 9288 — стела, сооружённая на платформе железнодорожного вокзала во Владивостоке, в том месте, где ранее стоял стандартный километровый столб 9288 км. Символизирует конец Транссибирской магистрали. Стела установлена в 1996 году во время реконструкции вокзала, продолжавшейся с 1991 по 1996 годы.
Аналогичный столб с нулевой отметкой, символизирующий начало Транссиба, размещён на Ярославском вокзале в Москве.

## Галерея

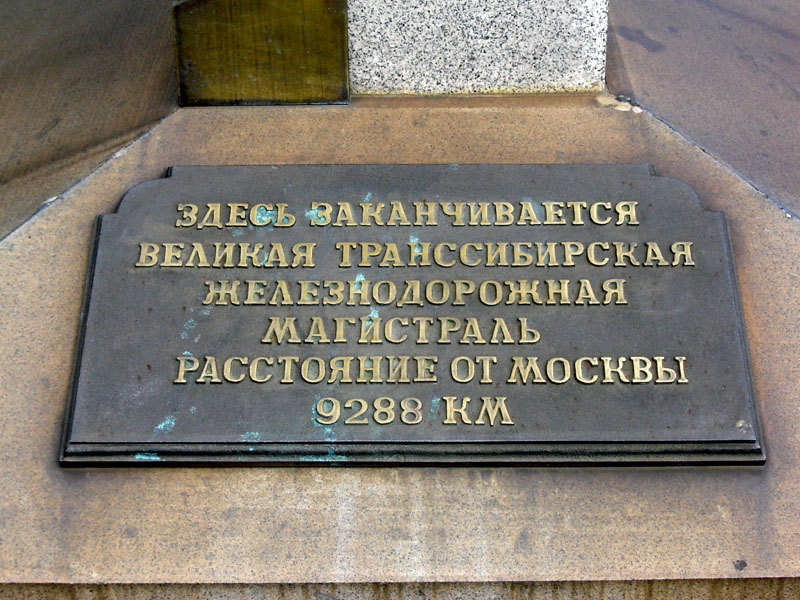
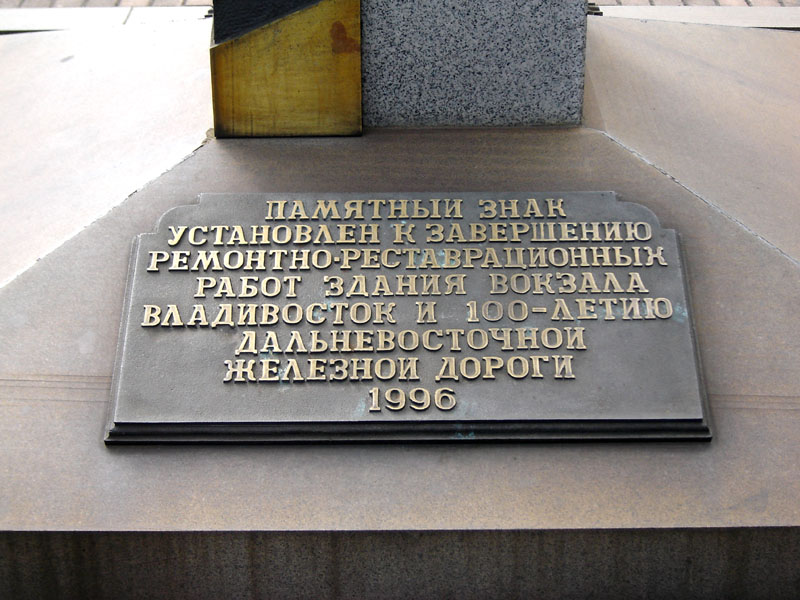
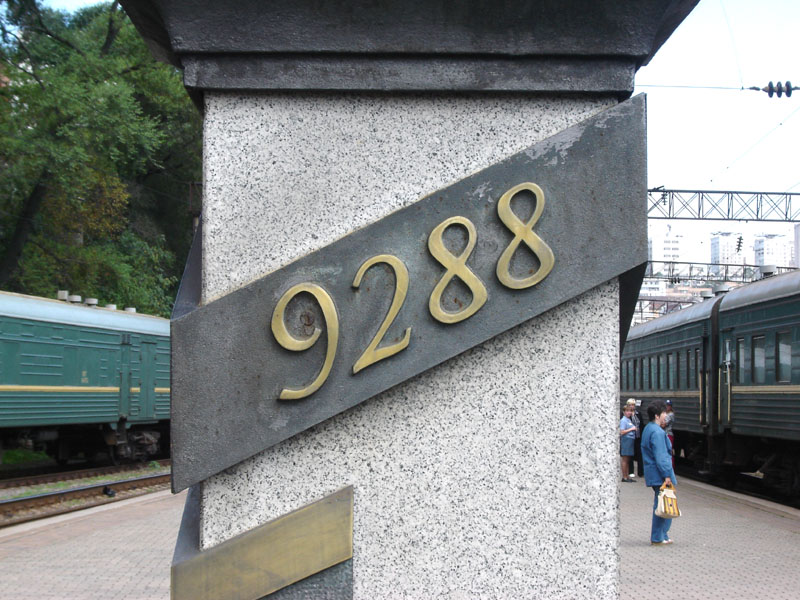